# Cazanul negru
Cazanul negru sau Ceaunul negru (în engleză The Black Cauldron) este un film de animație din 1985, produs de Walt Disney Feature Animation și lansat inițial la de către Walt Disney Pictures. Filmul este disponibil în limba română prin intermediul platformei operaționale online HBO GO.
Este primul film ce beneficiază de acord parental, filmul fiind realizat utilizând elemente de animație computerizată.

## Sinopsis
Mai multe secole în urmă, în Prydain, Taran a primit misiunea de a-l apăra pe Hen Wen, un porcușor care avea putere de oracol. Hen Wen este singura viețuitoare care poate găsi cazanul negru - un obiect mistic deosebit. Tânărul Taran va avea o sarcină foarte dificilă, deoarece un rege malefic vrea să pună mâna pe cazanul negru cu orice preț.

## Distribuție
- Grant Bardsley - Taran (voce)
- Susan Sheridan - Eilonwy (voce)
- Freddie Jones - Dallben (voce)
- Nigel Hawthorne - Fflewddur Fflam (voce)
- Arthur Malet - King Eidilleg (voce)
- John Byner - Gurgi / Doli (voce)
- Lindsay Rich - Fairfolk (voce)
- Brandon Call - Fairfolk (voce)
- Gregory Levinson - Fairfolk (voce)
- Eda Reiss Merin - Orddu (voce)
- Adele Malis-Morey - Orwen (voce)
- Billie Hayes - Orgoch (voce)
- Phil Fondacaro - Creeper / Henchman (voce)
- Peter Renaday - Henchman (voce)
- James Almanzar - Henchman (voce)